# Lobkovice
Lobkovice település Csehországban, Neratoviceban.  Lakosainak száma 813 fő (2021. március 26.).

## Népesség
A település lakosságának változását az alábbi diagram mutatja:
| Lakosok száma | 306  | 355  | 373  | 517  | 613  | 637  | 618  | 540  | 541  | 813  |
|               | 1869 | 1890 | 1900 | 1921 | 1930 | 1961 | 1970 | 1991 | 2001 | 2021 |